# Uniwersytet Gocego Dełczewa w Sztipie
Uniwersytet Gocego Dełczewa w Sztipie (mac. Универзитетот „Гоце Делчев“ – Штип) – północnomacedońska uczelnia publiczna. 
Uniwersytet został założony 27 marca 2007 decyzją Zgromadzenia Republiki Macedonii Północnej Pierwsze posiedzenie senatu uczelni miało miejsce 28 czerwca 2007. Pierwszym rektorem uczelni został wybrany prof. Sasza Mitrew. W pierwszym roku funkcjonowania uczelni, studia na niej rozpoczęło 1300 studentów. 
Działalność rozpoczęły wówczas następujący wydziały: 
- Wydział Prawa
- Wydział Ekonomii
- Wydział Górnictw, Geologii i Politechniczny
- Wydział Rolnictwa
- Wydział Informatyki i Technologii Informacyjnych
- Wydział Muzyki
- Szkoła Medyczna.

Kolejne jednostki organizacyjne utworzono w roku akademickim 2008/2009. Były to:
- Wydział Nauk Medycznych
- Wydział Filologii
- Wydział Elektrotechniki
- Wydział Inżynierii Mechanicznej
- Wydział Technologii
- Wydział Turystyki i Logistyki Biznesowej

## Władze uczelni
- Rektor – Błażo Bojew
- prorektorzy:
  - Kirił Barbarejew
  - Dejan Mirakowski,